# ناشر موسیقی مستقل
ناشر موسیقی مستقل (انگلیسی: Independent Music Publisher) به شرکت یا فردی گفته می‌شود که در صنعت موسیقی به فعالیت‌های نشر آثار موسیقی می‌پردازد و وابستگی مالی یا مدیریتی به شرکت‌های بزرگ و چندملیتی نشر موسیقی (که به نام "Major Publishers" شناخته می‌شوند) ندارد. این ناشران به صورت مستقل عمل می‌کنند و معمولاً در بازارهای کوچک‌تر یا برای هنرمندان کمتر شناخته‌شده فعالیت دارند.

## ویژگی‌های ناشر موسیقی مستقل
1. تمرکز بر هنرمندان خاص: معمولاً با هنرمندان نوپا، کمتر شناخته‌شده یا ژانرهای خاص همکاری می‌کنند که ممکن است توجه شرکت‌های بزرگ را جلب نکرده باشند.
2. استقلال مالی: این ناشران بودجه خود را از طریق درآمدهای مستقیم یا سرمایه‌گذاری شخصی تأمین می‌کنند و وابسته به حمایت مالی شرکت‌های بزرگ نیستند.
3. مدیریت حق نشر: همچون ناشران بزرگ، وظیفه اصلی آن‌ها مدیریت حقوق آثار موسیقیایی، ثبت حق نشر و نظارت بر استفاده از آثار است.
4. انعطاف‌پذیری بیشتر: به دلیل کوچک‌تر بودن ساختار و منابع، این ناشران می‌توانند سریع‌تر به تغییرات بازار و نیازهای هنرمندان واکنش نشان دهند.
5. محدودیت منابع: برخلاف شرکت‌های بزرگ، منابع مالی و شبکه توزیع محدودی دارند، اما این کمبود را با خلاقیت و تمرکز بر نیازهای خاص جبران می‌کنند.